# Pengsjö
Pengsjö, en by i sydvästra delen av Vännäs kommun i Västerbotten. Orten ligger direkt norr om Pengsjön.
SCB klassade Pengsjö som en småort med 51 invånare vid avgränsningen 1990. Sedan dess har befolkningen varit färre än 50 personer och därmed räknas området inte längre som en småort.